# Jorge Ferrío
Jorge Ferrío Luque (Madrid, 24 agosto 1976) è un ex ciclista su strada spagnolo.

## Palmarès

### Strada
- 1999 (Tegui Videoporteros/Maia-Cin, tre vittorie)

2ª tappa Vuelta a Vizcaya
5ª tappa Vuelta a Ávila (Avila > Avila)
1ª tappa Volta a Portugal do Futuro (Braganza > Torre de Moncorvo)
- 2000 (Tegui Videoporteros, due vittorie)

Memorial Luis Muñoz
3ª tappa Vuelta a Salamanca
- 2004 (Costa de Almería-Paternina, una vittoria)

Clásica a los Puertos de Guadarrama
- 2005 (Spiuk, due vittorie)

2ª tappa Vuelta a La Rioja (Villoslada de Cameros > Ermita de la Virgen de Lomos de Orios)
5ª tappa Volta a Portugal (Monfortinho > Gouveia)

#### Altri successi
- 2004 (Costa de Almería-Paternina)

Classifica scalatori Vuelta a La Rioja

## Piazzamenti

### Grandi Giri
- Vuelta a España

2002: 49º
2003: 57º
2004: 17º